# Glaswerk (Amberg)

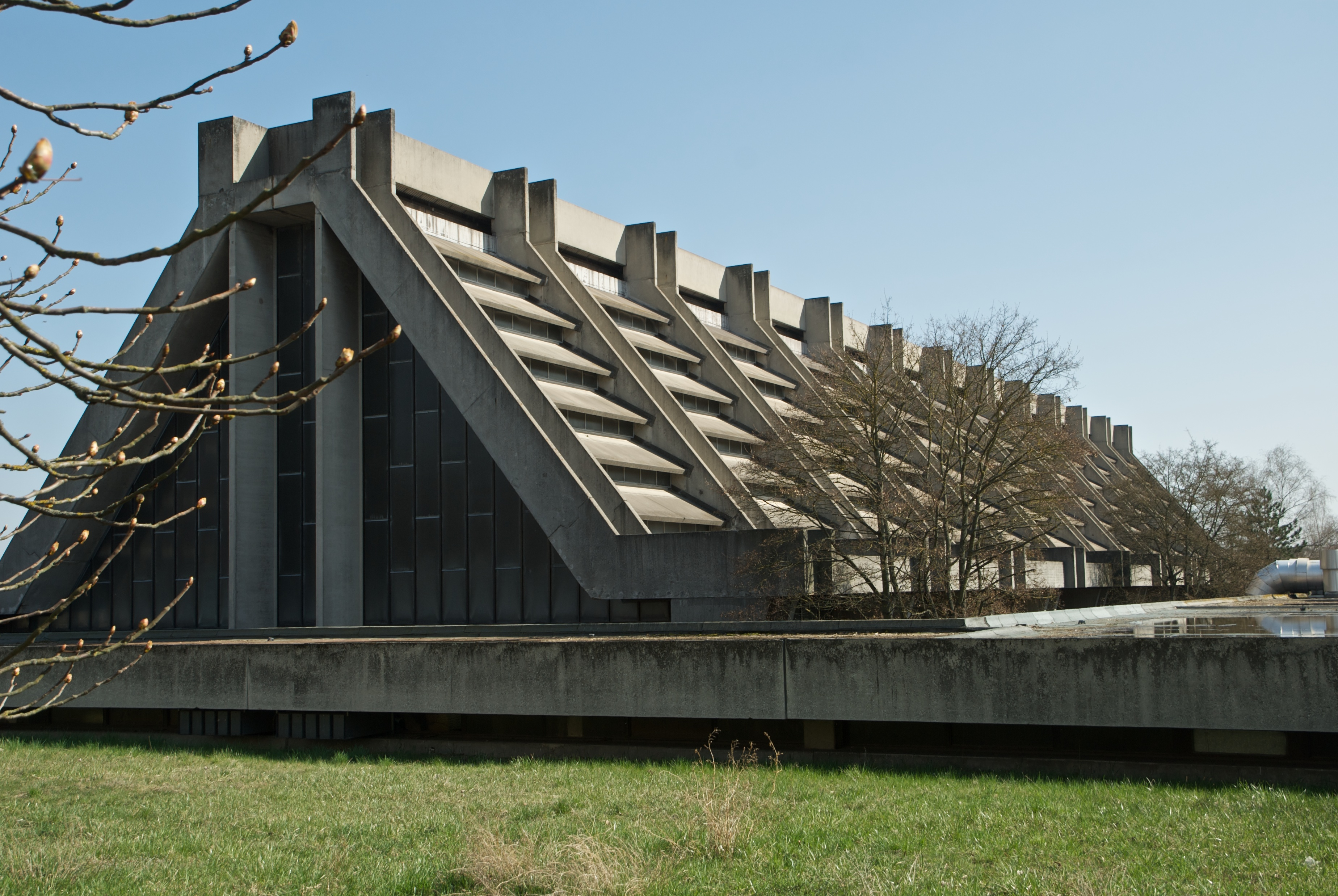
Das Glaswerk Amberg oder die „Glaskathedrale“ (2010)

Das Glaswerk in Amberg, ehemals Thomas-Glaswerk, inoffiziell auch „Glaskathedrale“, ist die Fertigungsstätte der Kristall-Glasfabrik Amberg GmbH & Co. KG, einem Glashersteller im oberpfälzischen Amberg. Der Industriebau ist das letzte Bauwerk des Bauhaus-Gründers Walter Gropius, der dessen Fertigstellung 1970 nicht mehr erlebte.

## Geschichte und Beschreibung

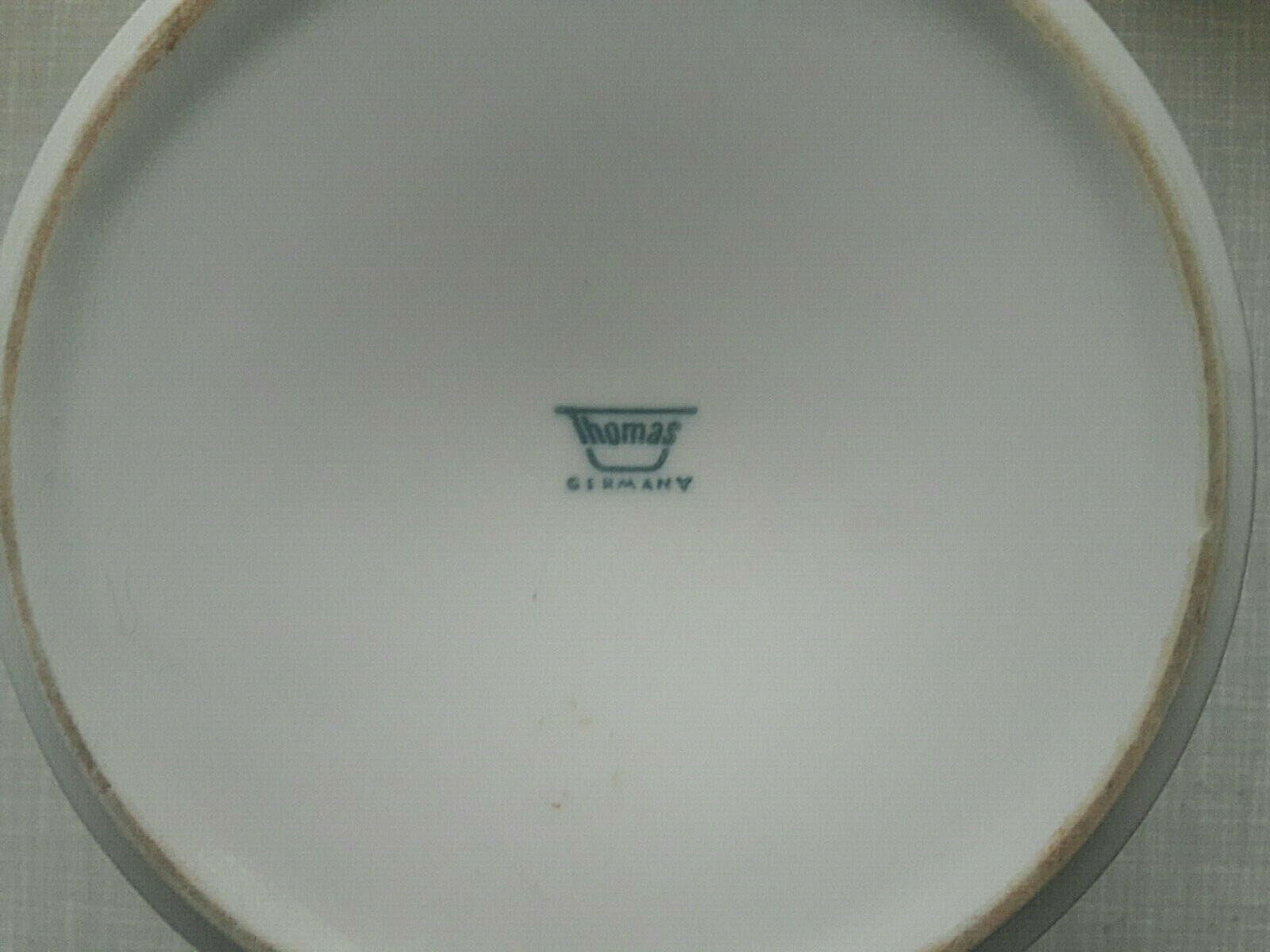
Typische Bodenmarke, hier auf einer Kaffeekanne aus Porzellan

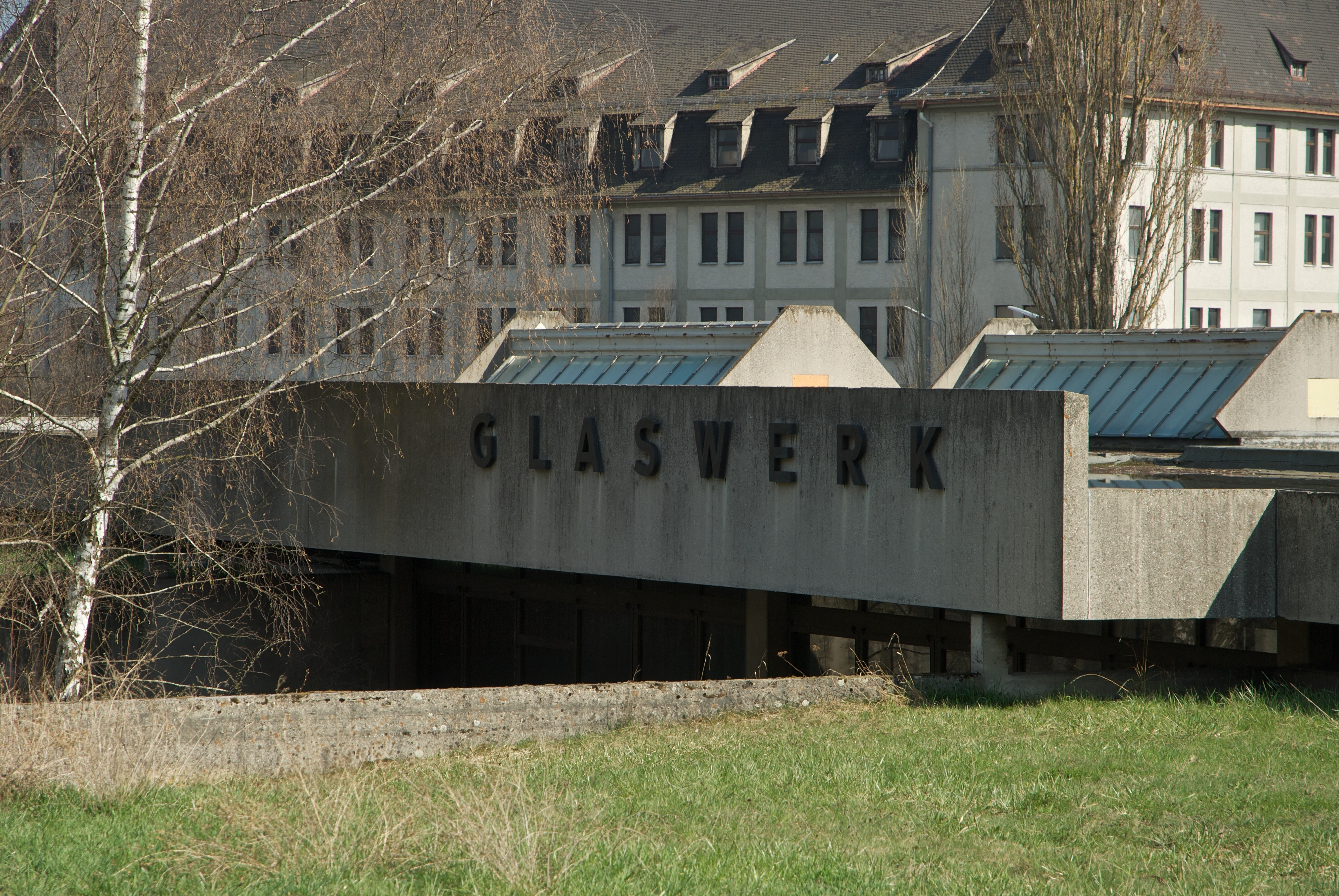
Glaswerk Amberg (2010)

Die Fabrikhalle liegt in einer Geländesenke eingefügt an der Stelle der früheren Elisabethhütte im Stadtteil Bergsteig am Stadtrand von Amberg.
Die Anlage ist einer Basilika nachempfunden. Die als „Mittelschiff“ dominierende Schmelzofenhalle ist von dreieckigem Querschnitt. Sie ist durch Stahlbetonbinder und übereinander gestaffelte geneigte Dachflächen mit horizontal eingeschobenen Fensterbändern stark plastisch gegliedert.
Die den Längsseiten vorgelagerten niedrigen Flachbauten (für Endverarbeitung, Lager und Versand) sind durch verglaste Gänge mit der zentralen Ofenhalle verbunden. Die Planung erfolgte ab 1967 durch Walter Gropius/TAC (The Architects Collaborative Inc.) und seinem Büropartner Alexander Cvijanović. Der Bau wurde 1970 fertiggestellt.
Das Glaswerk war ursprünglich Fertigungsstätte der Firma Thomas-Glas, einem Tochterunternehmen der Rosenthal AG. Gropius hatte im Auftrag von Philip Rosenthal bereits drei Jahre zuvor den Bau der Firmenzentrale in Selb geplant. Das Unternehmen hat mittlerweile zu Kristall-Glasfabrik Amberg GmbH & Co. KG umfirmiert und befindet sich mehrheitlich im Besitz der F. X. Nachtmann Bleikristallwerke. Den Schwerpunkt der Produktion bildet die Fertigung von Trinkgläsern im Auftrag der österreichischen Riedel-Gruppe.

## Denkmalschutz
Das ehemalige Thomas-Glaswerk ist in der Bayerischen Denkmalliste des Bayerischen Landesamtes für Denkmalpflege unter der Akten-Nr. D-3-61-000-427 geführt. Das ehemalige Thomas-Glaswerk ist eines der jüngsten Baudenkmäler Bayerns.